# 劉解憂
劉解憂（前121年—前49年），漢朝楚元王劉交的五代孫女，劉戊的孫女，繼劉細君之後， 成為西漢和親公主，封號不明，世稱為解憂公主。

## 生平
- 漢景帝三年（前154年）正月，祖父劉戊參與七國之亂，二月為周亞夫所敗，自殺。漢帝另立劉禮為楚王，以奉元王宗廟，是為楚文王。[1]

- 元狩二年（前121年），出生於楚王府，此時掌楚宗廟者，為叔父襄王劉注，父因失爵而無名留世。

- 太初四年（前101年），烏孫公主劉細君（同樣是漢朝和親公主）逝世，漢帝以為和親公主，下嫁三代烏孫王岑陬（封號，名叫軍須靡），成為右夫人，烏孫國母，但無生育子女。匈奴夫人為左夫人（左尊右卑，左夫人地位在右夫人之上）。

- 太始三年（前93年），岑陬死，堂弟翁歸靡即位為王，依照收繼婚風俗改嫁給翁歸靡，生了元貴靡等三男兩女。

- 本始二年（前72年），公主及烏孫王翁歸靡皆上書，請求漢朝出擊依仗匈奴入侵的車師。[2]

- 本始三年（前71年），漢帝發兵五路遣十五萬騎討伐匈奴，遣校尉常惠使持節護烏孫兵。其五路大軍皆未遇上匈奴主力，無功而返。反而烏孫昆莫翁歸靡親率五萬騎兵與漢朝使節常惠自西進攻匈奴右谷蠡王庭，大獲全勝。[3]

- 元康二年（前64年），翁歸靡通過常惠上書：「願以漢外孫元貴靡為嗣，得令復尚漢公主，結婚重親，畔絕匈奴，原聘馬、騾各千匹。」漢帝認為烏孫新立大功，以解憂公主的侄女劉相夫為公主，住在上林苑中，學烏孫語言。

- 神爵二年（前60年），漢帝使常惠持節者四人，送公主劉相夫至敦煌，會翁歸靡死[4]。烏孫貴族立軍須靡與匈奴夫人所生長子泥靡即位為王，號狂王。公主再嫁泥靡，生下了鴟靡。泥靡性格狂暴，公主和他的關係很差。因和漢朝使者衛司馬魏和意、副侯任昌，定計謀殺泥靡。遂在酒宴上砍傷泥靡，泥靡逃走。其子細沈瘦圍攻公主，西域都護鄭吉救了公主。[5]

- 甘露元年（前53年），泥靡被翁歸靡之子烏就屠所殺，自立為昆彌。馮嫽錦車持節[6]，詔烏就屠詣長羅侯于赤谷城，立元貴靡為大昆彌，烏就屠為小昆彌，皆賜印綬[7]。

- 甘露三年（前51年），公主上書要求歸漢。漢帝得信後深為所動，遂下令迎解憂公主歸漢，其時年七十，在烏孫五十餘年。漢帝下令賜與田宅、奴婢，奉養甚厚，儀比公主。

- 黃龍元年（前49年），解憂公主於長安去世。

## 子女
公主的兒女分別做了烏孫昆莫、莎車國王、烏孫大將軍、龜茲王的妻子。

### 子
1. 元貴靡（與烏孫昆彌翁歸靡所生，劉解憂的長子，烏孫大昆彌。兒子大昆彌星靡，孫子大昆彌雌栗靡）
2. 萬年（與翁歸靡所生，次子，莎車國王）
3. 大樂（與翁歸靡所生，三子，烏孫左大將。大昆彌伊秩靡的父親）
4. 鴟靡（與烏孫昆彌狂王泥靡所生，四子）

### 女
1. 弟史（與翁歸靡所生，長女。龜茲國王絳賓妻）
2. 素光（與翁歸靡所生，次女。烏孫若呼翕侯妻）

## 影響
公主為了追求漢朝與西域的友善關係，接受國家的使命，遠去長安八千九百里的烏孫，踏上和親之路，如此不計個人的利益得失，為穩固國家西界的邊防，促進漢廷西域的發展，做出一位弱女子的最大貢獻。她與烏孫公主劉細君，同樣在通往西域之路留下不朽的足跡。

## 影视形象
- 1993年 《冯夫人》 范佳 饰
- 2016年 《解忧公主》 张歆艺 饰

## 參见
- 《史記．楚元王世家》
- 《漢書．西域傳》